# Жозеф Жорж
Жозеф Жорж (фр. Alphonse Joseph Georges; Монлисон, 19. август 1875 – Париз, 24. април 1951) био је француски генерал, један од заповедника у бици за Француску 1940.

## Војна служба
Од 1925. командовао је француским колонијалним трупама у Мароку и Алжиру. Од 1932. био је члан Вишег ратног савета. Приликом посете Француској, краља Александра I Карађорђевића, 1934, генерал Жорж се налазио у истим колима са краљем и министром спољних послова Лујом Бартуом. Тешко је рањен у атентату на краља Александра и министра Бартуа али је преживео. Од 1935. године налазио се на функцији помоћника начелника француског Генералштаба. У Другом светском рату од 21. октобра 1939. Жорж је био командант Североисточног фронта током Лажног рата и битке за Француску. После капитулације Француске, Вишијевска влада прензионисала га је августа 1940. У 1943. придружио се генералу Анрију Жироу у северној Африци, и неколико месеци био је члан Француског комитета националног ослобођења.